# Xanadu (jeu vidéo)
Pour les articles homonymes, voir Xanadu.
Xanadu est un jeu vidéo d'action-RPG, développé et édité par Nihon Falcom en 1985 sur PC-8801, X1, PC-8001, PC-9801, FM-7, MSX. C'est le second épisode de la série Dragon Slayer. Un remake est sorti tardivement en 1998 sur  Sega Saturn, PC-9801 et Windows (PC). Xanadu est considéré comme un jeu précurseur du genre Metroidvania,,.